# ルイーズ＝アンヌ・ド・ブルボン

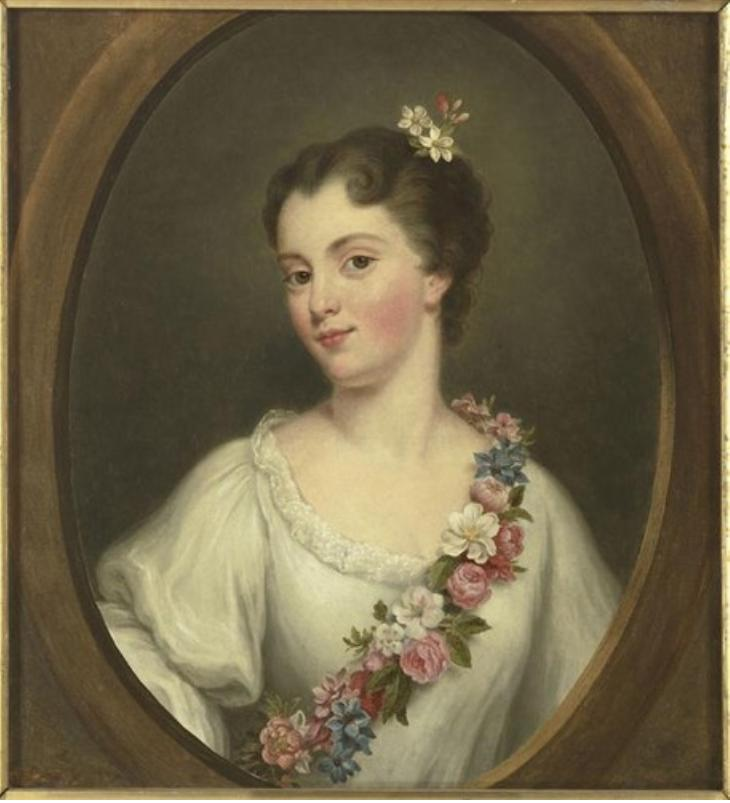
シャロレー姫、アレクサンドル＝フランソワ・カミナードによる歴史肖像画、1840年、ヴェルサイユ宮殿美術館蔵

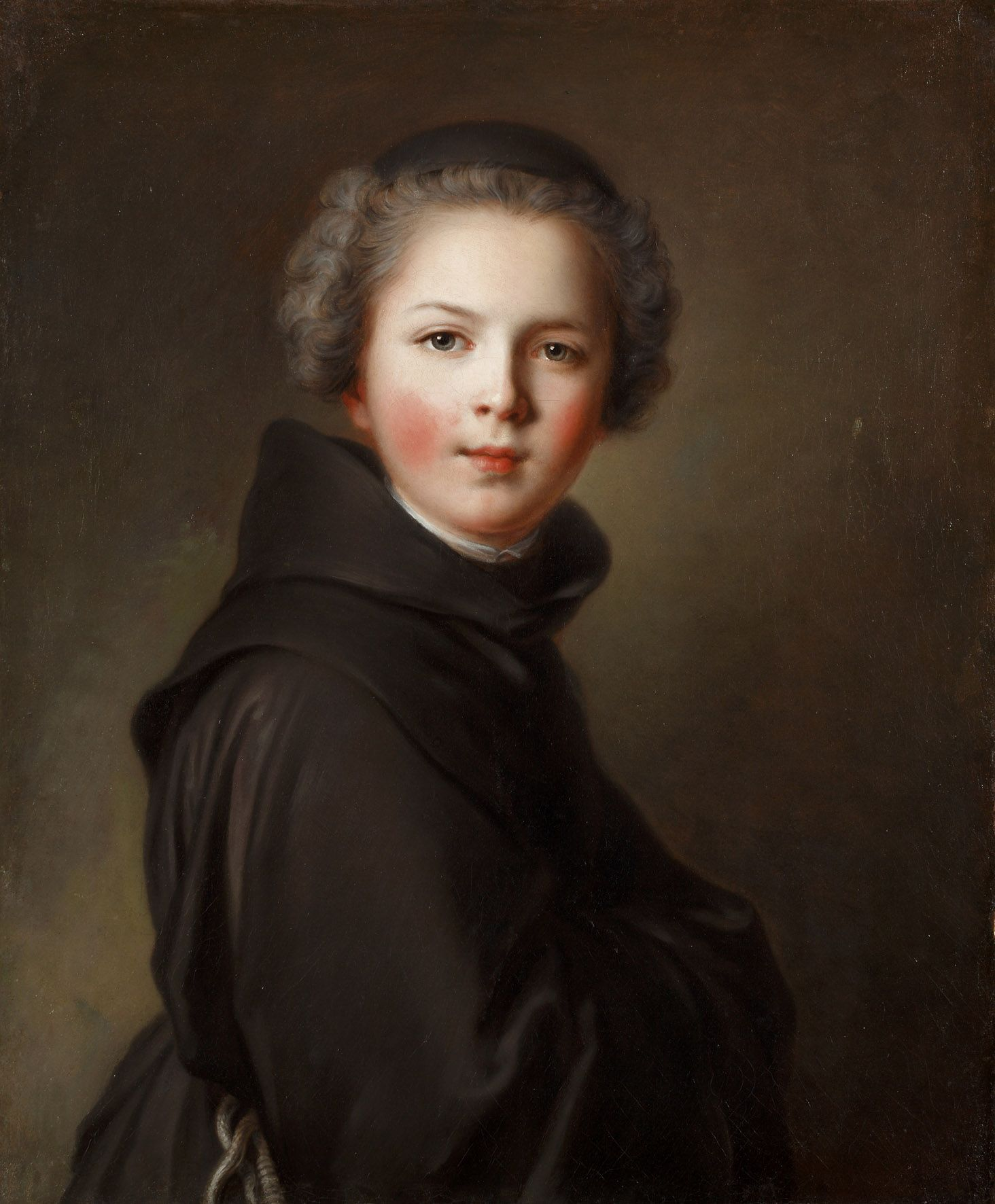
フランシスコ会の男性用修道服を着たシャロレー姫、ジャン＝マルク・ナティエ画、1730年頃、ジョルジュ・ド・ラスティック個人コレクション

ルイーズ＝アンヌ・ド・ブルボン（Louise-Anne de Bourbon, 1695年6月23日 ヴェルサイユ宮殿 - 1758年4月8日 オテル・ド・ロトラン＝シャロレー）は、ブルボン朝時代フランスの女性王族、血統内親王。

## 生涯
コンデ公ルイ3世と妻ルイーズ・フランソワーズ・ド・ブルボン（ナント姫）の間の第4子・三女。母はルイ14世王とモンテスパン夫人の間の非嫡出子の1人。1698年11月24日、次姉ルイーズ＝エリザベート及び兄ルイ・アンリと一緒にヴェルサイユ宮殿で洗礼を受けた。
初めサンス姫（Mademoiselle de Sens）と呼ばれたが、1706年長姉エレオノールの修道院入りに伴って新たにコンデ家の最年長女子となった次姉ルイーズ＝エリザベートの称号がコンデ姫に引き上げられたため、次姉からシャロレー姫（Mademoiselle de Charolais）の称号を引き継いだ。1723年に筆頭血統親王となったオルレアン公ルイに娘がいなかったため、筆頭血統内親王となり単にマドモワゼル（Mademoiselle）と称することになった。1726年オルレアン公に長女が生まれると称号を譲ったが、1728年にこの令嬢が1歳で亡くなると、再びマドモワゼルと称した。
祖父ルイ14世死後の摂政時代、ルイーズ＝アンヌは女たらしで有名なリシュリュー公爵と男女の関係になったが、リシュリューは同時にルイーズ＝アンヌの従妹にあたるヴァロワ姫シャルロット・アグラエ・ドルレアンとも関係を結んだ。このため従姉妹同士はリシュリュー公爵をめぐり敵対し、公爵が1718年チェッラマーレ陰謀事件に連座してバスティーユ牢獄に収監された際は、別々にではあるが彼を救うために2人とも奔走した。
ルイーズ＝アンヌには初め、従弟のドンブ公ルイ・オーギュストとの縁談が持ち上がったが、彼女は1718年の陰謀事件の首謀者の息子であるドンブ公を拒否した。別の従弟オルレアン公ルイとの縁談もあったが、公の母親でルイーズ＝アンヌの叔母であるオルレアン公未亡人フランソワーズが、より条件のよい花嫁を求めて縁談を破談にした。結局、他の姉妹たちの多くと同様、ルイーズ＝アンヌは生涯独身のままだった。
結婚を考えられる年齢を過ぎると、ルイーズ＝アンヌは政治的影響力を持とうと策動するようになった。そして、親しいルイ15世王の新しい愛人探しを手伝うようになった。そのため、ルイーズ＝アンヌは若い頃にルイ15世と性的関係を持っていたとするゴシップが出回った。このゴシップは、ルイーズ＝アンヌは国王が妻に飽きてから最初に得た性的パートナーで、おそらく早ければ1720年代末に関係が始まり、数年間離れたりよりを戻したりした後、国王の好みに合う新しい妾を紹介するようになった、というものである。しかし別の同時代人は、ルイーズ＝アンヌは王の愛人になることを望み、王を実際に誘惑したが成功せず、王と関係を持ったことはなかったとしている。いずれにせよ、ルイ15世はルイーズ＝アンヌと一緒にいるのを好み、ルイーズ＝アンヌは王の個人的な友人サークルの輪の中におり、宮廷にも頻繁に姿を見せた。
ルイーズ＝アンヌは複数の所領や邸宅を持つ資産家でもあった。1735年にパリ市街の住居としてオテル・ド・ロトラン＝シャロレーを購入したほか、アティスを含む田舎に複数の城館を所有してもいた。コンデ家の先祖の埋葬地でもあったブルゴーニュ地方の所領ヴァルリーを相続したが、後に売却している。またシャロレーの所領も売却し、代わりにパレゾーの所領を購入するが、この売買のおかげで彼女の不動産収入は増加した。
1758年62歳で亡くなり、何人かのきょうだいの眠るフォーブール・サン＝ジャックのカルメル修道院に葬られた。

## 引用・脚注
1. ↑  Edmond et Jules de Goncourt: La duchesse de Châteauroux et ses soeurs, Paris, 1906
2. ↑  Louis XV intime et les petites maitresses